# 1430.
◄ | 14. stoljeće | 15. stoljeće | 16. stoljeće | ►
◄ | 1400-ih | 1410-ih | 1420-ih | 1430-ih | 1440-ih | 1450-ih | 1460-ih | ►
◄◄ | ◄ | 1427. | 1428. | 1429. | 1430. | 1431. | 1432. | 1433. | ► | ►►
Arhitektura • Astronomija • Glazba • Knjige • Književnost • Kršćanstvo • Medicina • Pravo • Promet • Slikarstvo • Znanost

## Događaji
- 6. prosinca – Dubrovačkim trgovcima odobrena je slobodna trgovina i kopnem i morem po cijelom Osmanskom Carstvu.[1]

## Rođenja
- Franjo Vranjanin – talijanski kipar († 1502.)

## Smrti
- 29. siječnja – Andrej Rubljov, ruski slikar (* oko 1360.
- 27. listopada – Vitold, litavski vladar (* ~1350.)

## Vanjske poveznice
|  | Zajednički poslužitelj ima još gradiva o temi 1430. |